# Palaina kubaryi
Palaina kubaryi é uma espécie de gastrópode da família Diplommatinidae.
É endémica de Micronésia.